# Séguéla flygplats
Séguéla flygplats är en flygplats vid staden Séguéla i Elfenbenskusten, endast öppen för administrativ användning. Den ligger i den centrala delen av landet, 200 km nordväst om huvudstaden Yamoussoukro. Séguéla flygplats ligger 322 meter över havet. IATA-koden är SEO och ICAO-koden DISG.